# Egyenes kieséses rendszer
Az egyenes kieséses rendszer a kieséses rendszerű lebonyolítási forma egyik változata, amelyben a párosítások vesztesei kiesnek az adott tornáról.
Ez nem jelenti azt, hogy egy párosítás vesztese nem szerepelhet tovább az adott tornán. Több tornán helyosztókat is rendeznek a sorrend meghatározására, például a harmadik helyért játszandó mérkőzés is ide tartozik.
Ahol kettőnél több résztvevő játszik egy mérkőzésen, például a pókerben, ott a legutolsóként megmaradt játékos a mérkőzés győztese és jut a következő fordulóba.

## Ágrajz
Feltételezve, hogy a mérkőzéseknek két résztvevője van, akkor {\displaystyle r} résztvevő esetén {\displaystyle f=\left\lceil \log _{2}r\right\rceil } forduló szükséges, vagy ha {\displaystyle f} forduló van, akkor {\displaystyle r=2^{f}} résztvevő szükséges.
Általában a résztvevők száma kettő valamelyik hatványával egyenlő, például a teniszben a Grand Slam tornákon 128 játékos vesz részt, így mindegyik játékosnak ugyanannyi mérkőzést kell játszania a torna megnyeréséhez. Ha mégsem kettőhatvány a résztvevők száma, akkor az első fordulóban {\displaystyle 2^{f}-r} résztvevő erőnyerő lesz.
A párosítások (az ágrajz) a torna előtt is ismert lehet, azonban előfordulhat, hogy az előző forduló alapján alakul ki a következő forduló párosítása.

## Kiemelés
A párosításokat véletlenszerűen, sorsolás útján is meghatározhatják, ekkor a két legmagasabban kiemelt csapat akár az első fordulóban is megmérkőzhet. Sorsoláskor általában már a sorsolásra határoznak meg valamilyen szempont alapján kiemelt résztvevőket.
A kiemelést az egyenes kieséses szakaszt megelőző forduló eredményéhez, korábbi tornák teljesítményei, vagy ranglista alapján is meghatározhatják. Ilyenkor általában a két legmagasabban kiemelt résztvevő külön ágra kerül, azaz a döntőig nem mérkőzhetnek egymással.
Példák
- A labdarúgó-világbajnokság egyenes kieséses szakasz párosításai már a torna előtt ismertek, csoport és helyezés szerint.[1]
- Az UEFA-bajnokok ligájában az egyenes kieséses szakasz mindegyik fordulóját sorsolják. Az első fordulóban (nyolcaddöntő) a csoportkör első helyezettjei a kiemeltek, azaz ők nem játszhatnak egymással a nyolcaddöntőben. További egyedi szabály, hogy azonos nemzetbeli csapatok nem játszhatnak egymással a nyolcaddöntőben.[2]
- Az NFL-ben a főcsoport-elődöntő párosítását az előző forduló továbbjutóinak kiemelése szerint állapítják meg.[3]

## Helyosztók
Számos tornán játszanak mérkőzést a harmadik helyért, és sok sportágban előfordul, hogy mindegyik helyezésért külön mérkőzéseket játszanak. Az is előfordul, hogy sem a harmadik helyért, sem a további helyezésekért nem játszanak mérkőzéseket. Ilyenkor a két elődöntőst bronzérmesnek tekintik, a további helyezéseket pedig vagy nem állapítják meg hivatalosan, vagy egy adott fordulóban kiesett mindegyik résztvevő azonos helyen végez, vagy az azonos fordulóban kiesettek helyezéseit valamilyen szempont szerint határozzák meg.
A további helyekért is játszhatnak helyosztó mérkőzéseket. Legjellemzőbben az olimpián fordul elő, hogy az 5–8., esetleg a 9–12. helyekért is megmérkőznek. A párosítás ugyanaz mint a „főágon”, csak a helyosztókon a vesztesek szerepelnek tovább.
Példák
- A labdarúgó-világbajnokságon játszanak mérkőzést a harmadik helyért.[1] A labdarúgó-Európa-bajnokságon 1980 óta nincs bronzmérkőzés, itt a két elődöntőst harmadik helyezettnek tekintik.[4]
- 1952 óta az olimpiákon az ökölvívás versenyszámaiban sem mérkőznek a harmadik helyért, mindkét elődöntős bronzérmes (ennek részben egészségvédelmi okai vannak, hiszen az elődöntőben akár kiütéses vereséget is szenvedhet a versenyző).

## Fordulók
A fordulók elnevezései általában a következő táblázatban olvasható. A résztvevők számának függvényében számozzák a fordulókat növekvő sorrendben.
| Résztvevők | Forduló neve                    |
| ---------- | ------------------------------- |
| 2          | Döntő                           |
| 4          | Elődöntők                       |
| 8          | Negyeddöntők                    |
| 16         | Nyolcaddöntők                   |
| 32         | A 16 közé jutásért (3. forduló) |
| 64         | A 32 közé jutásért (2. forduló) |
| 128        | A 64 közé jutásért (1. forduló) |

## Jellemzők
Az egyenes kieséses rendszerben a résztvevők nagy száma kevés forduló alatt lecsökken. 32 résztvevő esetén körmérkőzésekkel 31 fordulót kellene tartani, viszont az egyenes kieséses rendszerben csak 5 forduló szükséges.
Hátrány, hogy számos résztvevő (esetleg köztük jobbnak tartottak is) néhány mérkőzés után kieshetnek. Ennek kiküszöbölésére létezik a vigaszágas kieséses rendszer, ahol egy résztvevő egy vereséggel még teljes értékű győztes lehet.